# Fritz Kater
Fritz Kater (Barleben, Alemania; 19 de diciembre de 1861 - Berlín, Alemania; 8 de mayo de 1945), anarquista alemán. Uno de los principales impulsores del anarcosindicalismo en Alemania. No confundir con el dramaturgo alemán nacido en 1966 Armin Petras, que usa el sobrenombre Fritz Kater como pseudónimo.

## Biografía
Nacido el 19 de diciembre de 1861 en Barleben, Alemania. En 1883 se unió a su primer sindicato, en Magdeburg. Tras entrar en contacto con socialistas de Hamburgo y Berlín se hizo socialista. Activo en núcleos sindicales, se unió oficialmente al Partido Socialdemócrata Alemán (SPD) en 1887. En 1889 fue sentenciado a dos meses de prisión por organizar un mitin ilegal y al año siguiente fue de nuevo encarcelado tras un discurso. En 1890, con la revocación de las Leyes Anti-socialistas, Kater entró en contacto con el movimiento de oposición Die Jungen (Los jóvenes), influenciado por ideas anarquistas. Conoció personalmente a miembros berlineses de dicho movimiento, como Bruno Wille, Carl Wildberger y Max Baginski. Fundó por entonces el periódico socialdemócrata Magdeburger Volksstimme, junto a otros miembros de Die Jungen como Hans Mueller, Fritz Koester y Paul Kampffmeyer. En el congreso del SPD de 1891 Die Jungen fueron expulsados y Krater, aunque votó en contra, permaneció en el partido. Rechazó unirse a la organización fundada por miembros de Die Jungen: la Asociación de Socialistas Independientes. 
Permancería en el SPD hasta 1907. Mantuvo reservas hacia el anarquismo en un primer momento, aunque acudió al Congreso Anarquista de Ámsterdam ese mismo año. Miembro activo en el sindicato FVdG, acudió como delegado de dicha organización en el Primer Congreso Sindicalista Internacional en Londres. Se mantuvo activo durante la Primera Guerra Mundial, en condiciones de semi-clandestinidad, pues el FVdG sería una de las pocas organizaciones que se mantuvo en sus principios internacionalistas, oponiéndose a la guerra. 
Después de la guerra, fue uno de los principales fundadores de la FAUD (Unión Libre de Sindicatos de Alemania) y de la Asociación Internacional de los Trabajadores. Fue también uno de los principales colaboradores del periódico anarcosindicalista Der Syndikalist (El sindicalista) y fundó una editorial, Fritz Kater Verlag, que publicó numerosos textos anarquistas. En 1930, dejó su cargo de presidente de la FAUD, a la edad de setenta años. 
Su hija Else se casó con el anarquista español Diego Abad de Santillán. Murió el 8 de mayo de 1945, después de que explotara una bomba incendiaria caída junto a su casa. Murió tras pasar doce días en el hospital. Igual suerte corrieron su hijo Hans, su hijastra y una de sus nietas.